# 國王新廣場

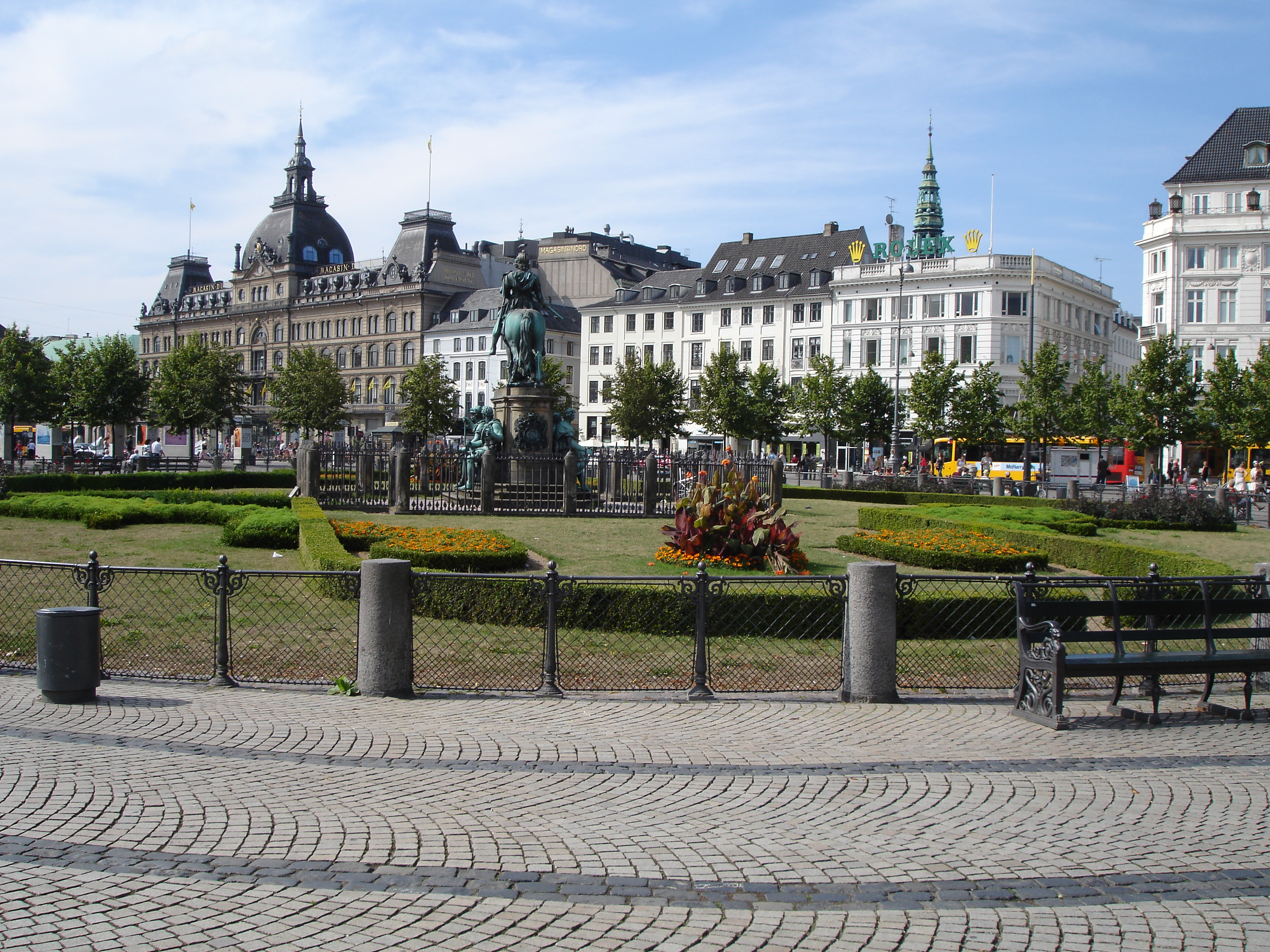
國王新廣場

國王新廣場（丹麥語：Kongens Nytorv）是位於丹麥哥本哈根市中心的一處公共廣場，也是哥本哈根最大的廣場。

## 历史
國王新廣場修建於1670年克里斯蒂安五世統治時期。廣場的設計靈感來自於17世紀初巴黎的城市規劃。